# Hälla, Leksands kommun
Hälla är en by tre kilometer söder om Leksandsnoret i Leksands socken, Rönnäs fjärding mellan byarna Ullvi och Romma. Genom byn rinner Rombäcken, som namnet till trots inte passerar byn Romma.
Mycket tyder på att byn existerat ända sedan vikingatiden. I byn finns rikligt med lämningar från primitiv järnhantering. Byn omtalas första gången 1386 ('hellom'). I skattelängden 1539 finns 5 skattebönder uppräknade. 1571 upptas i Älvsborgs lösen 7 hushåll. Mantalslängden 1668 upptar 8 hushåll. I 1663-64 års fäbod och kvarninentering omtalas att Uthi Rombäcken 6 st Qwarnar som Tybble, Vllewij, Roma och Bergh bruka. 1766 års mantalslängd omtalar hela 25 hushåll i byn.
Hälla hade stor del av sina marker i fäbodarna. 15 % av åkern, 42 % av ängsmarken och 43 % av byns hagmarker fanns i fäbodarna.
Vid storskiftet fanns 30 gårdar i byn, grupperade i fyra byklasar. Vid samma tid fanns 15 skvaltkvarnar i Rombäcken ovanför landsvägen, och 9 nedanför. Idag finns två av dessa skvaltkvarnar kvar. En annan av Hällas kvarnar köptes 1906 av Jones Mats och flyttades till hans hembygdsgård i Lisselby, och finns nu på Leksands hembygdsgård.
Vid Österängsbäckens utlopp i älven fanns enligt storskifteskartan en lastageplast. På udden här intill fanns 4 kyrkbåtshus, och här hade förutom Hälla även Romma, Kilen och Almberg sina kyrkbåtar.
Arthur Hazelius besökte Hälla den 2 augusti 1858. Han hade lejt en roddbåt i Ål, och fortsatte med Hällas kyrkfolk i kyrkbåten till Leksands kyrka. Han har senare beskrivit vilket djupt intryck upplevelsen av de ålderdomliga båtarna och kyrkdräkterna gjort på honom. Då han 1872 återkom till Leksand beskrev han hur kyrkbåtsrodden till hans förfäran var på tillbakagång.
Gustaf Ankarcrona lät uppföra en färgeristuga i Hälla, för färgning av traditionella färger till Leksandsdräkten. Troligen var det Ankarcronas samarbete med Stenback-kvinnorna i Hälla som gjorde att färgeriet förlades hit.
Byn är klassificerad som ett riksintresse för kulturmiljövård.